# 莉萨·伍丁
莉萨·伍丁（英語：Lisa Wooding，1979年12月1日—），英国女子曲棍球运动员。她曾代表英格兰参加2006年英联邦运动会曲棍球比赛，获得一枚铜牌。她也曾参加2008年夏季奥运会。